# Nikkala
Nikkala is een dorp binnen de Zweedse gemeente Haparanda. Nikkala, het grootste dorp binnen de gemeente, is gelegen op aan de Europese weg 4, 12 kilometer ten westen van Haparanda. Bij Nikkalo stroom de Keräsjoki de Botnische Golf in. De afkomst van de naam is onbekend, men denkt aan een verbastering van Nicka’s plaats. Het dorp wordt al genoemd in 1413. Het is de plaats waar de allereerste huisrechtzittingen plaatsvonden. Nabij Nikkala zou Karl-Johanstad gebouwd worden, maar dat plan heeft alleen de tekentafel bereikt. Later werd Nikkala bekend vanwege de zalmvisserij.
Onderdeel van Nikkala is het zelfstandige dorp Västra Nikkala met ongeveer 90 inwoners, drie kilometer ten westen van Nikkala.